# 纳粹德国行政区划

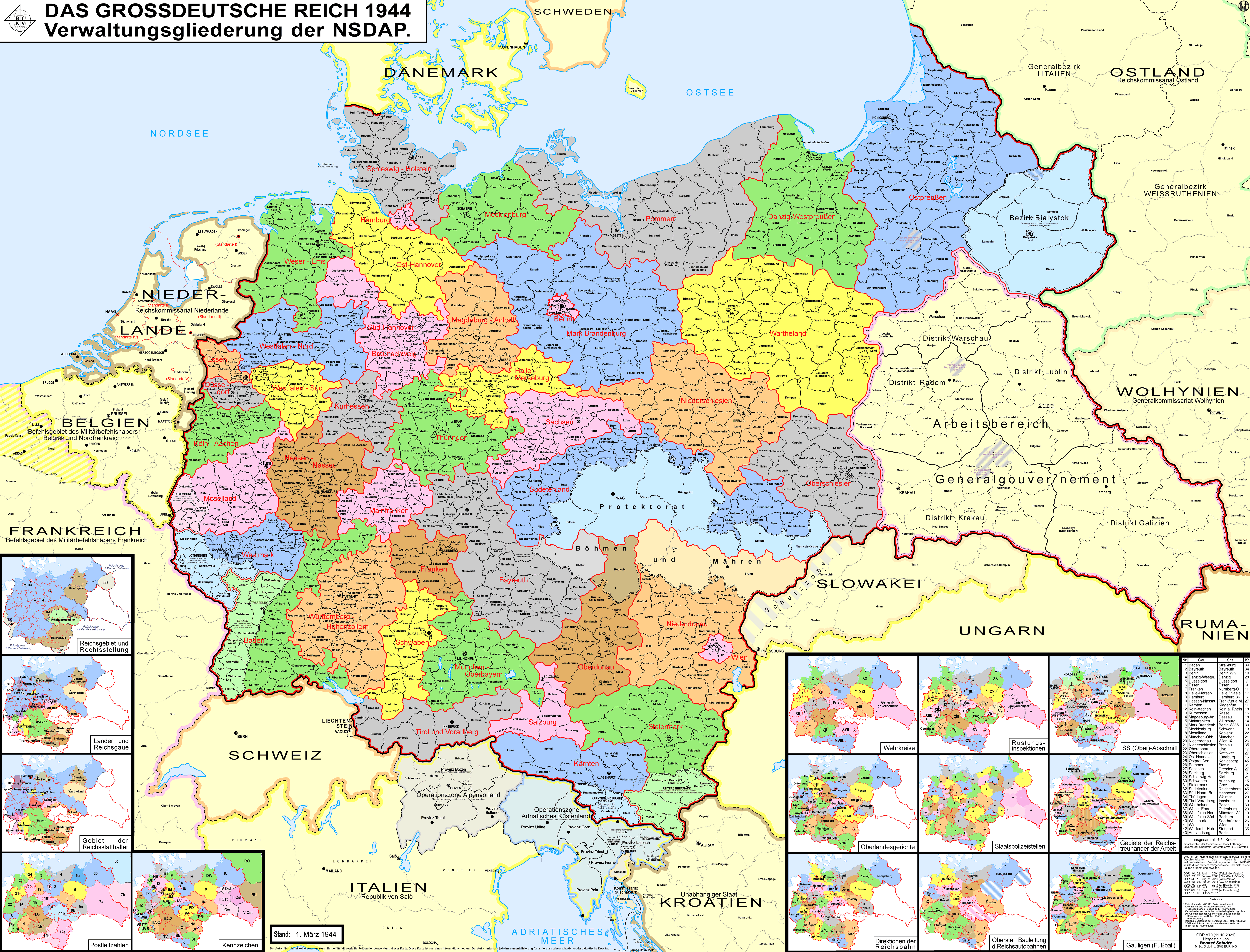
1944年纳粹德国的行政区划图

魏玛德国的构成邦，在纳粹德国时期被虚化

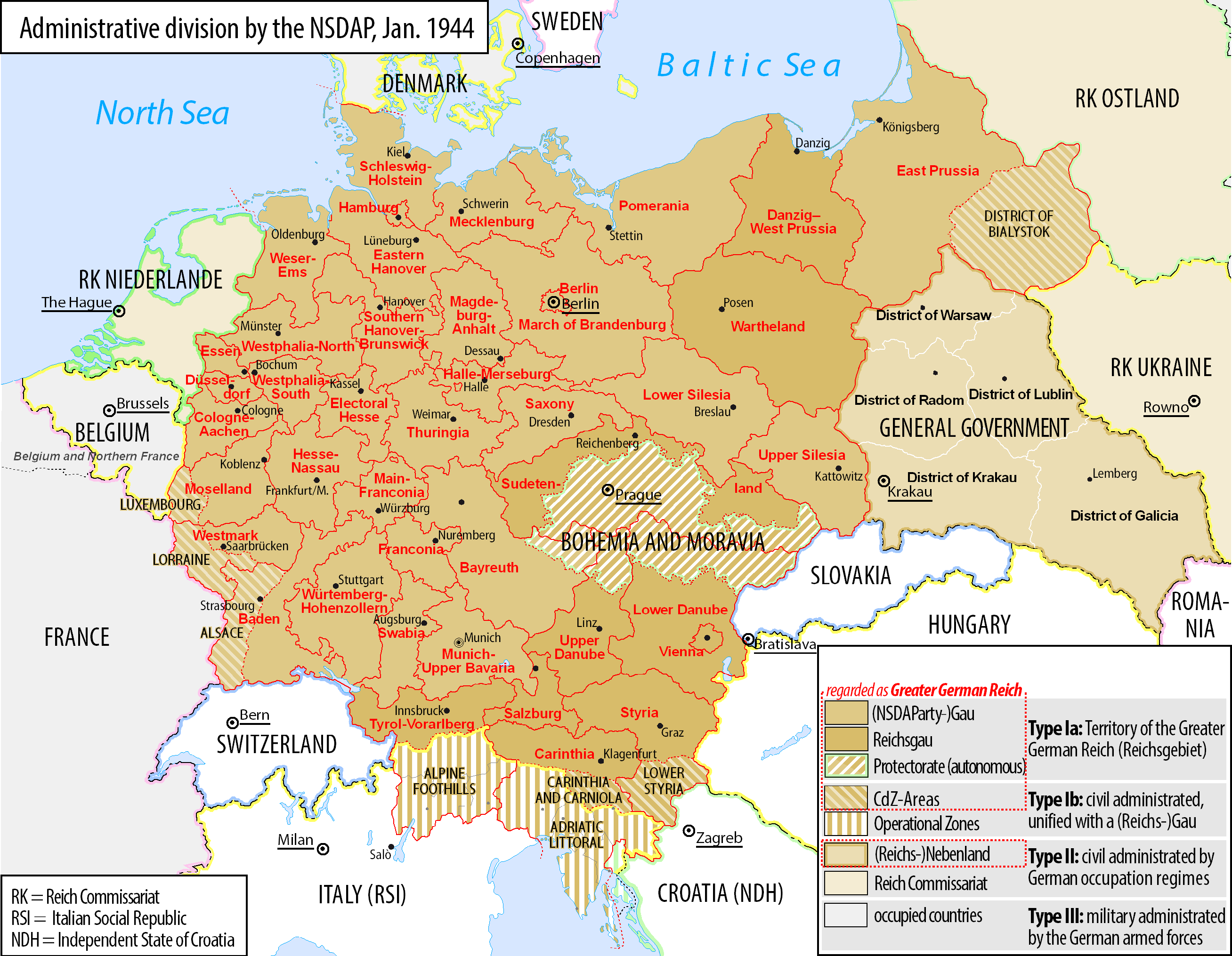
1944年纳粹行政区划（忽略战线变化）

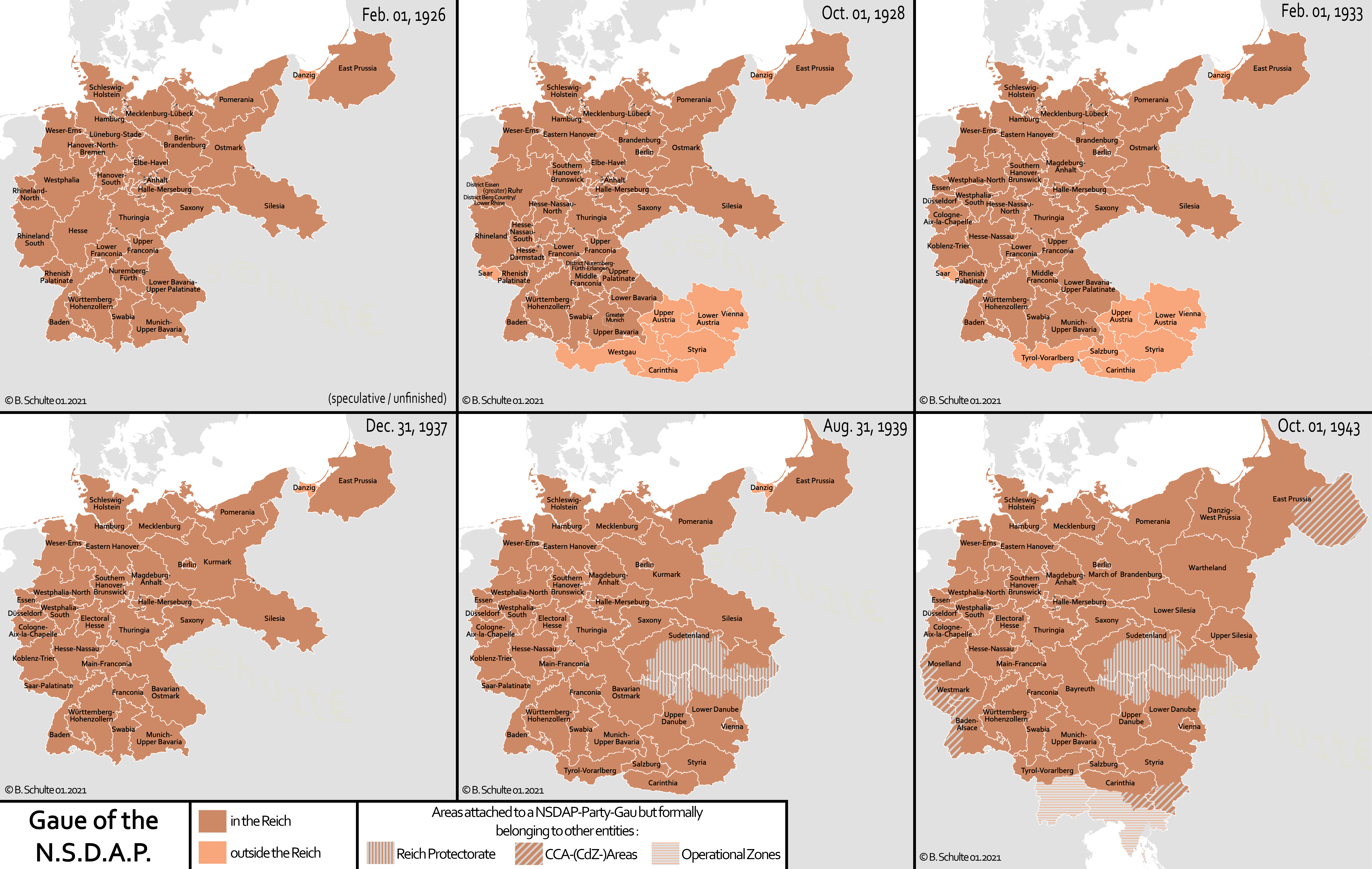
德国大区变迁

纳粹德国行政区划，指纳粹德国对其本土及军事占领区，吞并领土等所设立的行政区划。
大区（德語：Gaue）为1934年至1945年期间，纳粹德国事实上所采用的主要行政区划单位。大区系统在1926年曾作为纳粹党基于第一次世界大战后德国的领土变更所设计的理想辖区。1934年，大区系统正式成为纳粹党政策“一体化”的一部分，并受到德国政府的正式启用，以代替先前《德國1933年授權法》后所使用的组成州系统及普魯士省份制度并减少德国的一级行政区划数量。每个大区均由大區長官领导，通常该职位由纳粹党内较高排位的官员担任，大区长官的职能可类比联邦德国的联邦州长职位。
1934年，德国被划分为32个大区，德国在1938年至1939年期间通过德奥合并，慕尼黑协定和对立陶宛的外交威胁获得了部分新地区，使得大区数量发生增长（包含奥地利地区，蘇台德地區和梅梅尔地区）；第二次世界大战爆发后，德国通过闪击波兰和法兰西战役，获得了但泽，阿尔萨斯洛林等地区（收复了因凡尔赛条约所割让的领土）并这些新领土并入已存在的大区或将其改组归于帝國大區（一种特殊的大区系统）下进行管理。德国的大区规划参考了德意志帝国及神圣罗马帝国的历史地区规划，在获得新领土后重新为地区更换与德意志文化相关的地名并通过德意志化政策对非德裔族群进行再定居或弹压。从1934年至1945年期间，大区的数量最高抵至42个，1945年5月8日，随着纳粹德国投降，大区系统随之瓦解。

## 词源
大区（德语: Gau），最早为古德语中用于指涉国家中的一个地区，通常指形式或实际上的省份，州或邦国，中世纪时期曾被翻译为英格兰郡制的同义词。大区一词在1920年代，基于魏玛共和国行政区划的基础上，被纳粹党用作各个地区党组织划界的代名词。

## 大区，帝国大区和组成州
在纳粹德国时期，大区系统、州、组成州及普鲁士省份制度实际上处于同级存在的情况。形式上而言，魏玛共和国行政区划被保留了下来，对于组成州系统保留，是因为希特勒为安抚各个地区党员并巩固权力而缩小了帝国改革的范围；出于同样的原因，这段时间内大区的边界也并未发生改变。大区系统在1938年德国攫取新领土后才开始发生变更，此时组成州因法理上不被重视所以并未适用于新领土，导致地方层级的权力开始由大区长官管理，而非各州的主席或州长。大区长官直接由希特勒本人任命并仅对其本人负责，实际情况上，中央政府对地区事务的干预非常有限，而大区长官的权力基本是绝对的（统辖地区的行政，立法与司法权力）。

### 大区
| 中文名                   | 德语名 | 首府             | 辖区 |
| ------------------------ | ------ | ---------------- | --- |
| 巴登                     |        | 斯特拉斯堡       | 巴登共和国，1940年起接管法国上莱茵省、下莱茵省，即阿尔萨斯                                                                              |
| 拜罗伊特                 |        | 拜罗伊特         | 巴伐利亚自由邦的上弗兰肯、上普法尔茨、下巴伐利亚地区，1939年起接管捷克（波-摩保护国）西南部的德意志人聚居区领土                         |
| 杜塞尔多夫               |        | 杜塞尔多夫       | 普鲁士自由邦莱茵省的杜塞尔多夫行政区南部                                                                                                |
| 东普鲁士                 |        | 柯尼斯堡         | 普鲁士自由邦东普鲁士省（除西普鲁士行政区），1939年起接管波兰共和国的华沙省北部（齐辛瑙行政区），1941年后实际管辖比亚韦斯托克区          |
| 东汉诺威                 |        | 吕讷堡           | 普鲁士自由邦汉诺威省的施塔德、吕讷堡行政区                                                                                              |
| 黑森选侯                 |        | 卡塞尔           | 普鲁士自由邦黑森-拿骚省的卡塞尔行政区，得名于旧黑森选侯国                                                                               |
| 科隆-亚琛                |        | 科隆             | 普鲁士自由邦莱茵省的科隆、亚琛行政区 |
| 埃森                     |        | 埃森             | 普鲁士自由邦莱茵省的杜塞尔多夫行政区北部                                                                                                |
| 弗兰肯                   |        | 纽伦堡           | 巴伐利亚自由邦的中弗兰肯地区 |
| 大柏林                   |        | 柏林             | 普鲁士自由邦的柏林市 |
| 哈雷-梅泽堡              |        | 萨勒河畔哈雷     | 普鲁士自由邦萨克森省的梅泽堡行政区 |
| 汉堡                     |        | 汉堡             | 汉堡自由汉萨市 |
| 黑森-拿骚                |        | 美因河畔法兰克福 | 普鲁士自由邦黑森-拿骚省的威斯巴登行政区，以及黑森人民邦                                                                                 |
| 科布伦茨-特里尔→摩泽尔兰 | →      | 科布伦茨         | 普鲁士自由邦莱茵省的科布伦茨、特里尔行政区，1941年接管卢森堡领土，并更名为摩泽尔兰大区，得名于境内摩泽尔河                              |
| 马德格堡-安哈尔特        |        | 德绍             | 普鲁士自由邦萨克森省的马格德堡行政区，以及安哈尔特自由邦                                                                                |
| 下弗兰肯→美因弗兰肯      | →      | 维尔茨堡         | 巴伐利亚自由邦的下弗兰肯地区，1938年起更名为美因弗兰肯大区，得名于境内美因河                                                            |
| 边疆选侯→勃兰登堡边疆    | →      | 柏林             | 普鲁士自由邦的勃兰登堡省，以及波森-西普鲁士边区中部，1939年更名为勃兰登堡边疆大区，得名于旧勃兰登堡选侯国（原爵位为侯爵，直译为边疆伯） |
| 梅克伦堡                 |        | 什未林           | 梅克伦堡-什未林自由邦，以及梅克伦堡-施特雷利茨自由邦，1934年合并为梅克伦堡州                                                            |
| 慕尼黑-上巴伐利亚        |        | 慕尼黑           | 巴伐利亚自由邦的上巴伐利亚地区 |
| 波美拉尼亚               |        | 斯德丁           | 普鲁士自由邦的波美拉尼亚省，以及波森-西普鲁士边区北部                                                                                   |
| 萨尔-普法尔茨→西部边疆   | →      | 萨尔布吕肯       | 巴伐利亚自由邦的普法尔茨地区，以及萨尔地方，1940年起接管法国摩泽尔省，即洛林，并更名为西部边疆大区，得名于位置在德国本土最西端          |
| 萨克森                   |        | 德累斯顿         | 萨克森自由邦 |
| 西里西亚                 |        | 布雷斯劳         | 普鲁士自由邦的西里西亚省，以及波森-西普鲁士边区南部，一度分割为上、下两省，1938年恢复，1939年起接管波兰西里西亚省领土，1941年再次分割   |
| 上西里西亚大区           |        | 布雷斯劳         | 普鲁士自由邦的西里西亚省，以及波森-西普鲁士边区南部，一度分割为上、下两省，1938年恢复，1939年起接管波兰西里西亚省领土，1941年再次分割   |
| 下西里西亚大区           |        | 卡托维兹         | 普鲁士自由邦的西里西亚省，以及波森-西普鲁士边区南部，一度分割为上、下两省，1938年恢复，1939年起接管波兰西里西亚省领土，1941年再次分割   |
| 石勒苏益格-荷尔斯泰因    |        | 基尔             | 普鲁士自由邦的石-荷省，以及吕贝克自由汉萨市，1937年吕贝克并入石-荷省                                                                    |
| 南汉诺威-不伦瑞克        |        | 汉诺威           | 普鲁士自由邦汉诺威省的汉诺威、希尔德斯海姆行政区，以及不伦瑞克自由邦                                                                    |
| 施瓦本                   |        | 奥格斯堡         | 巴伐利亚自由邦的施瓦本地区 |
| 图林根                   |        | 魏玛             | 图林根州，以及普鲁士自由邦萨克森省的埃尔福特行政区                                                                                      |
| 威悉-埃姆斯              |        | 奥尔登堡         | 奥尔登堡自由邦，不来梅自由汉萨市，以及普鲁士自由邦汉诺威省的奥里希行政区，得名于境内威悉河、埃姆斯河                                    |
| 北威斯特法伦             |        | 明斯特           | 普鲁士自由邦威斯特法伦省的明斯特、明登行政区，利珀自由邦，以及绍姆堡-利珀自由邦                                                         |
| 威斯特法伦-南方大区      |        | 波鸿             | 普鲁士自由邦威斯特法伦省的阿恩斯贝格行政区                                                                                              |
| 符腾堡-霍亨佐伦          |        | 斯图加特         | 符腾堡人民邦，以及普鲁士自由邦的霍亨索伦州（锡格马林根行政区）                                                                          |

### 帝国大区
新的帝国大区系统在德奥合并和合并苏台德地区后被建立起来。根据《慕尼黑协定》捷克斯洛伐克的部分南方地区也被让与德国，但由于该地区并非苏台德地区的一部分，因而被划入奥地利北方的帝国大区。
1939年，纳粹德国在获得了从波蘭兼併的領土以及但泽自由市后，瓦尔特兰及但泽-西普鲁士两个帝国大区在前波兰东部领土与但泽走廊上被建立起来，余下的部分被兼并领土则被划入大東普魯士及西里西亚两个帝国大区。
| 中文名            | 德语名 | 首府       | 辖区 |
| ----------------- | ------ | ---------- | --- |
| 克恩顿            |        | 克拉根福   | 奥地利联邦国的克恩顿州，以及蒂罗尔州东南部飞地，1941年起接管南斯拉夫王国德拉瓦河省西北部（上克雷恩）         |
| 下多瑙河          |        | 克雷姆斯   | 奥地利联邦国的下奥地利州，布尔根兰州北部，以及捷克（波-摩保护国）南部的德意志人聚居区，得名于境内多瑙河      |
| 上多瑙河          |        | 林茨       | 奥地利联邦国的上奥地利州，施泰尔马克州西北角，以及捷克东南部的德意志人聚居区，得名于境内多瑙河               |
| 萨尔茨堡          |        | 萨尔茨堡   | 奥地利联邦国的萨尔茨堡州                                                                                     |
| 苏台德兰          |        | 赖兴贝格   | 捷克北部的德意志人聚居区，得名于苏台德山脉                                                                   |
| 施泰尔马克        |        | 格拉茨     | 奥地利联邦国的施泰尔马克州主体，以及布尔根兰州南部，1941年起接管南斯拉夫王国德拉瓦河省东北部（下施泰尔马克） |
| 蒂罗尔-福拉尔贝格 |        | 因斯布鲁克 | 奥地利联邦国的蒂罗尔州主体，以及福拉尔贝格州                                                                 |
| 维也纳            |        | 维也纳     | 奥地利联邦国的维也纳州，以及下奥地利州环绕维也纳州的一圈领土（大维也纳）                                     |
| 但泽-西普鲁士     |        | 但泽       | 普鲁士自由邦东普鲁士省的西普鲁士行政区，波兰共和国的滨海省，以及但泽自由市                                   |
| 瓦尔特兰          |        | 波森       | 波兰共和国的波兹南省、罗兹省，得名于境内瓦尔塔河                                                             |

## 行动区
1943年7月，盟军入侵意大利，意大利首相墨索里尼在25日被意大利国王维托里奥·埃马努埃莱三世罢免并随即被捕，意大利在9月3日與同盟国停戰。1943年9月8日停戰協議公佈，為了應對盟軍，納粹德國執行軸心方案，占领北意大利地区並將意大利軍隊繳械，同月德国伞兵与党卫军发动橡树行动，营救墨索里尼前往意大利北部，并扶持他成为由德国在北意大利建立的傀儡国，意大利社会共和国的领袖。德国在意大利王国停戰后佔領了北意大利地区，意大利北部邻近瑞士及亚德里亚海的地区在9月10日被重新构建为行动区（德语: Operationszonen），行动区直接由鄰近的帝國大區的帝國總督管理，大部分领土大多曾属于意大利统一前奥地利帝国所掌握的地区，或神圣罗马帝国所统治过的地區。
当时所成立的两个行动区：
| 中文名       | 德语名 | 首府       | 辖区 |
| ------------ | ------ | ---------- | --- |
| 亞德里亞滨海 |        | 的里雅斯特 | 南斯拉夫王国德拉瓦河省南部（克雷恩），萨瓦河省西角（苏萨克、克尔克）以及意大利王国的阜姆省、波拉省、的里雅斯特省、戈里齐亚省、乌迪内省，得名于亚得里亚海与旧奥地利滨海地区 |
| 阿尔卑斯山麓 |        | 博岑       | 意大利王国的特伦托省、博尔扎诺省、贝卢诺省，得名于阿尔卑斯山 |

## 波兰总督府

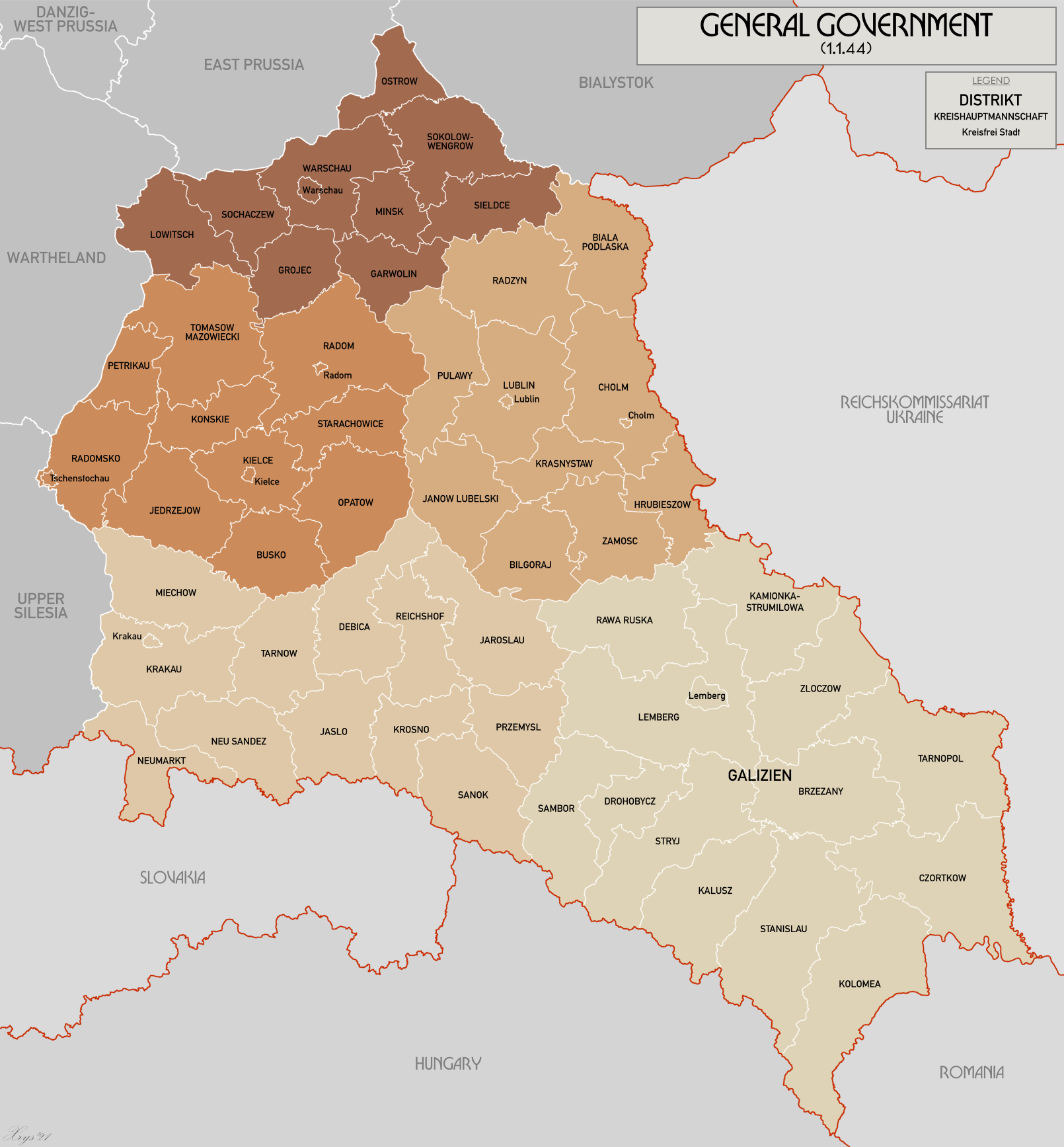
1941年八月波兰总督府所管辖的地域

1939年波蘭淪陷後，在波兰南部，部分地区并未如西部领土或但泽一样被直接兼并入德意志帝国。希特勒在10月12日簽署法令，法令在26日生效，他成立了独立的波兰总督府以管辖该地区，尽管理论上波兰总督轄區在德国国界之外，但纳粹政府仍然认为波兰总督府属于德国本土（或大德意志）中的一个“自治区”，即并不直接接受柏林政府的管辖但仍属于德国的一部分）。
波兰总督府被划分为5个地区（德语: Distrikten）： 
- 华沙区，原为华沙省
- 克拉考区，原为克拉科夫省
- 卢布林区，原为卢布林省
- 拉多姆区，原为凯尔采省
- 加里西亚区（首府伦贝格），原为利沃夫省、史坦尼斯拉维夫省、塔尔诺波尔省，德国入侵苏联后於1941年8月1日中午设[6]，得名于旧加利西亚王国[7]

## 波西米亚和摩拉维亚保护国

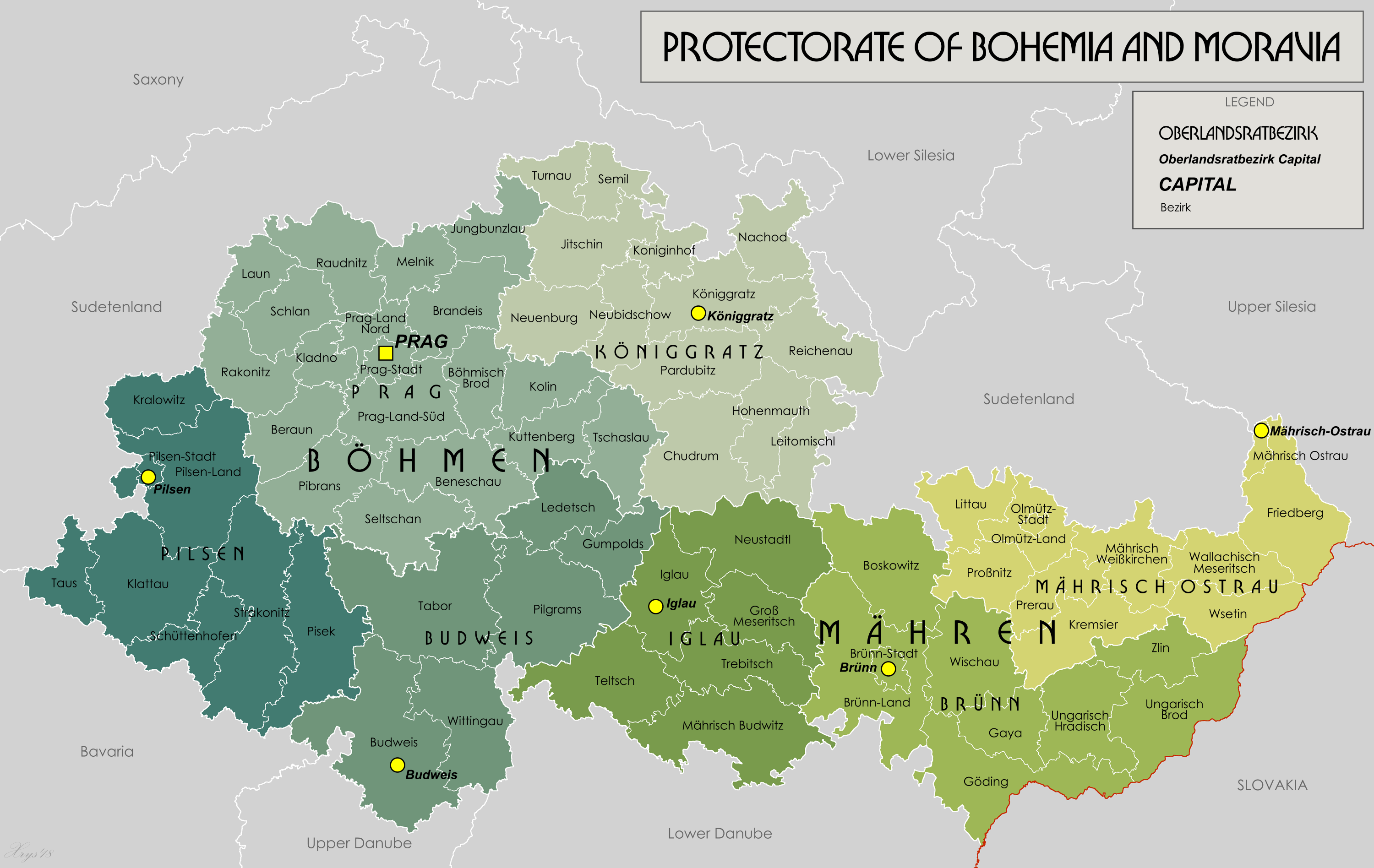
波西米亚和摩拉维亚保护国的行政区划

慕尼黑会议后，作为德国承诺和平的条件，苏台德地区及一部分可观的捷克斯洛伐克领土被让与德国。1939年3月14日，捷克斯洛伐克的捷克部分被德国占领，斯洛伐克成立卫星国，而希特拉則在3月16日宣布捷克併入德國，成为德国自治领並被构建为波西米亚和摩拉维亚保护国，然而該國作為德國的一部分。
保护国内建立两个相互独立的行政管理结构。保护国境内被纳粹政府划分为两个地区：波西米亚和摩拉维亚，两个地区则各自建立的更小一级的行政区划系统。而纳粹党则采用划分保护国为四个党支部管辖区的形式，通过将这些党支部安排在周边大区与帝国大区（苏台德兰帝国大区，拜罗伊特大区，上多瑙帝国大区和下多瑙帝国大区）党支部作为次级党支部的形式对保护国进行政治管理。这套党国分离的行政区划的行政框架一直存在直至保护国覆灭。

## 计划设立的行政区
纳粹政府公开推行和实施激进的扩张主义，计划进一步扩大已经大大增加的德国领土范围。在对长期内可能发生的大规模领土扩张，纳粹思想家、政府官员以及国土计划部门对这部分潜在领土进行了提前规划和设计。纳粹德国计划针对东欧地区与吞并日耳曼人国家两种不同的情况实行这些规划和设计。

### 将领土拓展至东欧地区
为了扩大德意志民族的生存空间，针对通过巴巴罗萨计划所获得的东欧地区，纳粹政府计划将斯拉夫人口以灭绝，驱逐，饥饿与奴役的组合手段来实现该地区的斯拉夫人口清除和去斯拉夫化，并最终令该片地区的德意志化进程在长期可以有效的执行。纳粹种族事务部门计划通过德意志人殖民与再定居的形式征服东欧地区；该计划集中实施在被称为“定居进军行动”（德语: Siedlungsmarken）或帝国英格利亚领（即圣彼得堡周边的东北欧地区，德语: Reichsmarken of Ingermannland）地区，梅梅尔-纳雷夫地区以及乌克兰南部与克里米亚半岛；克里米亚地区的目的在于重新规划克里米亚哥特人大区；波罗的海地区的楚德湖则被拟定划归爱沙尼亚，道加瓦河地区则被划归拉脱维亚（即瓜分俄罗斯部分北方领土并给予波罗的海国家） 。
在一次举行于1941年7月16日，讨论未来重新组织苏联被征服领土的会议上，希特勒表示，他不仅打算对上述区域进行重新规划，同时希望将整个波罗的海三国地区（即東方總督轄區），计划中的伏尔加河德意志殖民地以及未来占领的巴库地区纳入德意志帝国未来的领土（德语: Reichsgebieten）。同年11月3日，希特勒还阐述了他对东部领土在地名上进行德意志化的看法。
在对于波兰总督府所管辖的中部及上维斯瓦河地区的讨论上，纳粹党内以各种方式讨论的其未来的规划方式，包括将其建设为一个独立的汪达尔人大区（德语: Vandalengau）或将其设立为3至5个帝国大区；在1939年时更早提出的提案中，计划的贝斯基德山帝国大区也意图将其领土范围从克拉科夫以东一直推进到桑河西岸。在轴心国占领下的南斯拉夫，多瑙河斯瓦比亞人（巴尔干及南斯拉夫境内的德语人口）的纳粹专员塞普·扬科则力推建立巴纳特帝国大区或欧根亲王大区，这两个方案将把南斯拉夫地区下的巴奇卡，巴纳特及部分特兰西瓦尼亚和巴兰尼亚纳入德国版图。

### 吞并日耳曼人国家
纳粹政府在对于族裔群体的种族认知上，判定北欧人，尤其是在民族血缘上更为接近德国人的（德意志民族和德意志人自身在该种族认知上被判定为单一民族，而瑞士人与奥地利人仅被认为是带有次级地区身份的德意志人）族裔，如荷蘭人、佛拉芒人、丹麥人、挪威人、瑞典人及英格蘭人被视作上等雅利安-北欧优等民族（德语: Herrenrasse）。德奥合并以及大德意志国成立后，希特勒认为应该以同样的方式和政策在未来所有他认为具有足够美德与民族资质的国家实施，并认定这些国家理应属于帝国。这意味着，低地国家，至少包括瑞士德语区，列支敦士登以及斯堪的纳维亚国家会最终被德国吞并以建立一个大日耳曼帝国。而帝国境内的行政区划将通过拆分较小的国家以及其党支部并重组进入新的大区系统以进行管理，如计划中将丹麦划入北部大区（德语: Gau Nordmark）和将尼德兰划入西部大区（德语: Gau Westland）。
在此兼并完成之后，任何这些国家意图独立或在帝国体制内分割管理的概念都将被永远禁止。计划的目标被定义为以新时期快速强制实施一体化从而完成各个日耳曼国家的兼并，最终结果将导致除去地方语言之外，这些国家将成为国家社会主义德国的完美复制品，从政治到社会的任何层面都将与德国统一。
此外，德国意图恢复其西部边界上，法国部分曾属于中世纪晚期神圣罗马帝国的领土。从法国东部的索姆河至萊芒湖（亦在当时被称为德占法国军事管辖区的限制區）地域被计划以勃艮第帝国大区的名义兼并入德意志帝国，并以南希作为该帝国大区的首府。